# Ultrasonic
Ultrasonic — щорічний фестиваль електронної музики, який відбувається у Львові.

## Ultrasonic 2013
У 2013 році фестиваль відбудеться на пристадіонній території стадіону Арена Львів 8 червня. У фестивалі братимуть участь Ørjan Nilsen  Норвегія, Swanky Tunes  Росія, Daniel Kandi  Данія,
Клаудіа Казаку  Велика Британія, Mark Sherry  Шотландія, Tigran Oganezov  Україна, Mark Simz  Нідерланди, Khordie  Україна.

## Історія

### 2012
У 2012 році на фестивалі виступали Nimof & Kuznecov, Romik & Kam Bollow, First State First State, Sean Tyas Sean Tyas, Маркус Шоссоу, Tigran Oganezov, Леон Болір, Chris Cortez, Lee Osborne, X-elent.

### 2011
У 2011 році на фестивалі виступали Tigran Oganezov, Marcel Woods Marcel Woods, дует Kyau & Albert, Kyau & Albert.